# UD Arroyomolinos
Az UD Arroyomolinos, teljes nevén Unión Deportiva Arroyomolinos spanyol labdarúgócsapatot 1993-ban alapították, 2010-11-ben a madridi első osztályban (Preferente, ötödosztály) szerepelt.

## A legutóbbi szezonok
| Szezon  | Osztály             | Poz. | Copa del Rey |
| ------- | ------------------- | ---- | ------------ |
| 2004/05 | 1ª Aficionados      | 1.   |              |
| 2005/06 | Preferente (2. cs)  | 6.   |              |
| 2006/07 | Preferente (2. cs)  | 9.   |              |
| 2007/08 | Preferente (2. cs.) | 3.   |              |
| 2008/09 | Preferente          | 6.   |              |
| 2009/10 | Preferente          | 9.   |              |
| 2010/11 | Preferente          |      |              |

## Külső hivatkozások
- www.futmadrid.com
- Federación de Fútbol de Madrid